# Bad Mitterndorf
Bad Mitterndorf – uzdrowiskowa gmina targowa w środkowej Austrii, w kraju związkowym Styria, w powiecie Liezen. Ośrodek narciarski. Liczy 4911 mieszkańców (1 stycznia 2015).

## Współpraca
Miejscowość partnerska:
- Röttingen, Niemcy